# Agon (Ballett)

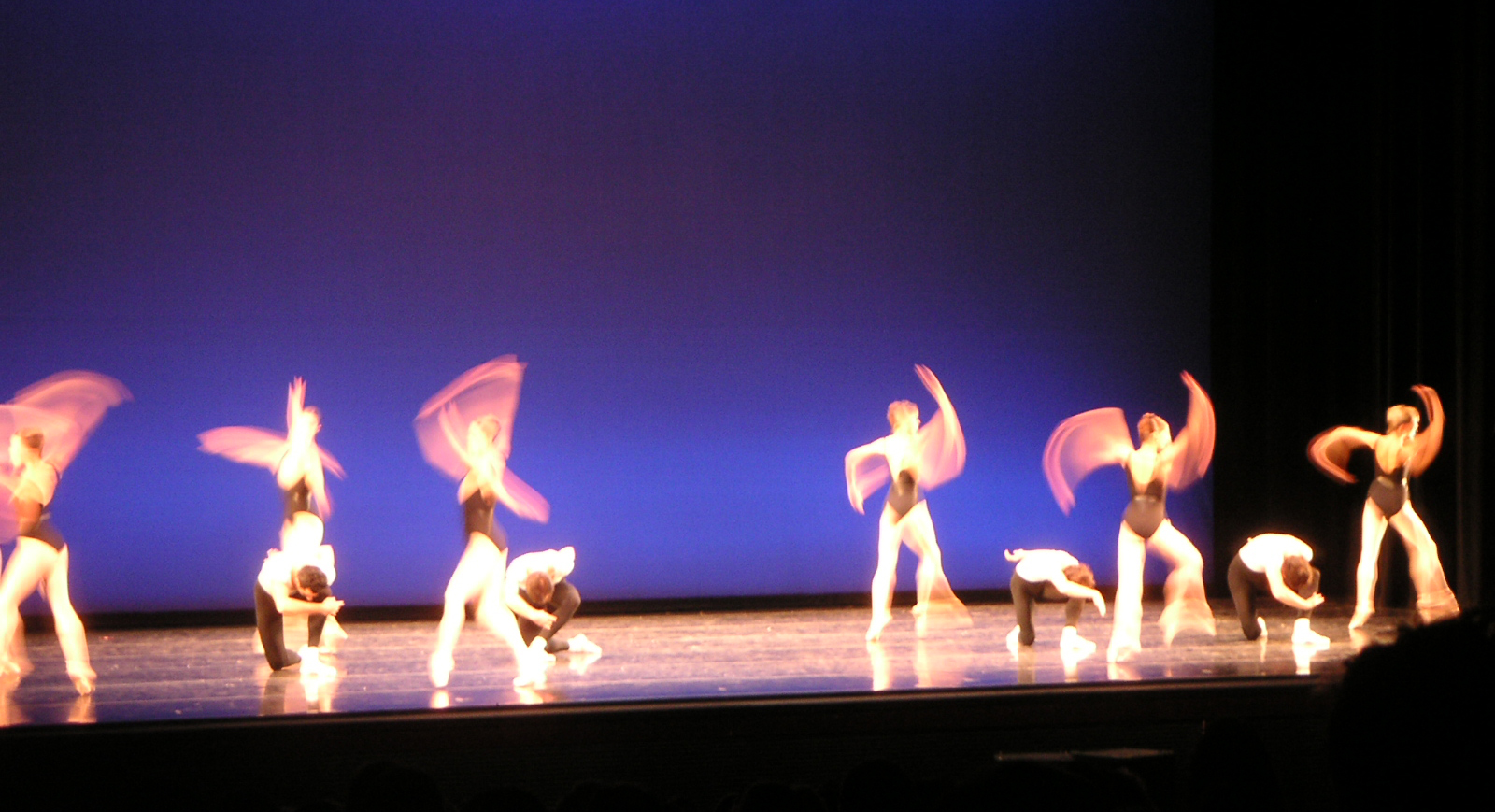
Agon:Triple pas-de-quatre

Agon ist ein Ballett von Igor Strawinsky. Es ist sein letztes Ballett und hat eine Spieldauer von etwa 22 Minuten. Der Titel ist Altgriechisch und bedeutet „Wettkampf“. Strawinsky begann mit der Komposition im Dezember 1953. Das Stück wurde jedoch aufgrund von Unterbrechungen im Entstehungsprozess erst im April 1957 fertiggestellt. Die Uraufführung war in New York City am 1. Dezember 1957. Das Stück ist für großes Orchester komponiert, das jedoch in kleine Gruppen unterteilt wird, die sich mit jedem Tanz neu formieren. Diese Gruppen treten gegeneinander in einem Wettkampf aus traditionellen Tanztypen an.

## Form
Das Ballett besteht aus vier Teilen mit jeweils drei Tänzen, zwischen denen Interludien eingebettet sind.
- I.

Pas-de-quatre (4 männliche Tänzer)
Double pas-de-quatre (8 weibliche Tänzer)
Triple pas-de-quatre (4 männliche + 8 weibliche Tänzer)
- Prelude
- II.

Sarabande-step (1 männliche Tänzer)
Gaillarde (2 weibliche Tänzer)
Coda (1 männliche, 2 weibliche Tänzer)
- Interlude
- III.

Bransle simple (2 männliche Tänzer)
Bransle gay (1 weibliche Tänzer)
Bransle double (2 männliche, 1 weibliche Tänzer)
- Interlude
- IV.

Pas-de-deux (1 männliche, 1 weibliche Tänzer)
Four Duos (4 männliche, 4 weibliche Tänzer)
Four Trios (4 männliche, 8 weibliche Tänzer)

## Instrumentation
Agon ist für überdurchschnittlich großes Orchester geschrieben, das jedoch ausschließlich gruppiert in Erscheinung tritt. 

### Gesamte Besetzung
Holzbläser
- 3 Flöten (3. auch Piccolo)
- 2 Oboen, Englisch Horn
- 2 Klarinetten, Bassklarinette
- 2 Fagotte, Kontrafagott

Blechbläser
- 4 Hörner in F
- 4 Trompeten in C
- 3 Posaunen (2 Tenor, 1 Bass)

Perkussion
- 3 Tom-Toms
- Xylophone
- Kastagnetten

Solo
- Harfe
- Piano
- Mandoline

Streicher
- 16 Erste Geigen
- 16 Zweite Geigen
- 8 Bratschen
- 8 Celli
- 6 Kontrabässe